# Центр гуманітарних досліджень Львівського національного університету

Логотип Центру гуманітарних досліджень

Центр гуманітарних досліджень — науково-дослідний та організаційно-освітній підрозділ Львівського національного університету імені Івана Франка.
Діяльність ЦГД спрямована загалом на пошук і впровадження нових моделей навчання і нового змістового наповнення для гуманітарної освіти, а також на творення академічної університетської спільноти і на розвиток наукового спілкування в університетському середовищі.

## Напрями діяльності
- організація й провадження досліджень у ділянці гуманітарних наук;
- сприяння трансформації й розвиткові гуманітарної освіти у Львівському національному університеті імені Івана Франка;
- впровадження в наукову діяльність і навчальний процес новітніх методів гуманітарних досліджень та викладання гуманітарних дисциплін;
- популяризація провідних ідей сучасної гуманістики.

## Історія
Центр гуманітарних досліджень заснований як громадська організація у грудні 1996 року. З 3 січня 1997 року Центр став окремим структурним підрозділом Львівського національного університету імені Івана Франка.
За 10 років ЦГД успішно здійснив низку проектів. Серед них:

## Проекти

Відкритий електронний гуманітарний архів

### Міжнародні семінари та конференції
- Нова Україна і нова Європа: час зближення (1996)
- Література й Інтернет (1997, спільно з Австрійським інститутом міжнародних літературних процесів)
- Сьорен К'єркегор та його роль в інтелектуальному житті Європи (1997, пам'яті Ґреґора Маланчука)
- Національний дискурс: Post-Modern чи Post-Mortem (1999, спільно з Інститутом історичних досліджень)
- Автономія університету (2005)

### Зустрічі і вишколи
- "Клуб світу Софії" (1998-2000): зустрічі з філософами, письменниками, священиками, вченими і мислителями, на яких обговорювались філософські питання сучасності.
- "Любослови" (1999-2000): мовознавчий семінар – серія зустрічей дослідників та практиків, на яких розглядалися насущні питання правопису та стилістики.
- "Інтерпретації" (2000-2001): міждисциплінарний науковий семінар – діалог між фахівцями з різних сфер гуманістики про літературу, історію, культуру.
- "Нові ідентичності старих міст" (2004-2007): міжнародна трирічна школа вдосконалення викладання культурології і соціології.

### Освітні програми
- Євростудії (1999-2001): міждисциплінарна магістерська програма для гуманітарних факультетів.
- Перекладацька майстерня (2000-2001): дворічна міжнародна післядипломна школа перекладу. У школі брали участь перекладачі, письменники та науковці з 7 країн. За матеріалами школи у 2001-2002 роках було видано 11 випусків "Наукових Записок" та  "Альманахів“ з перекладами художньої прози та наукової літератури, в тім і з української на сербську, болгарську та польську мови.
- Магістратура (від 2000): магістерські програми з соціології та культурології.
- Докторантура (від 2006): докторантські програми з соціальних та гуманітарних наук.

### Академічні виступи

#### Лекції на пошану Соломії Павличко
Лекції на пошану Соломії Павличко (від 2002): Лекції покликані презентувати нові імена та теми в сучасній гуманістиці. В них беруть участь молоді дослідники, чиї голоси вирізняються в інтелектуальних дебатах сучасної України.
Лектори: 
- 2002 - Світлана Матвієнко: "Дискурс формалізму:  український контекст";
- 2003 - Тарас Лучук: "Catullus versus Sappho: переклад поза контекстом гендерної лінгвістики"
- 2004 - Ростислав Семків: "Парадокси постмодерної іронії та стильова параноя сучасної української літератури"
- 2005 - Юрко Прохасько: "Чи можлива історія галицької літератури?"
- 2006 - Андрій Портнов: "Наукове середовище й академічна культура в сучасній Україні"
- 2008 - Тимофій Гаврилів: "Література і мандри"

Лекції розпочинають діалог між науковцями, результатом якого стає видання з серії "Соло триває... нові голоси".

#### Університетські діалоги
Університетські діалоги: серія зустрічей студентів, викладачів та науковців Університету з відомими українськими і зарубіжними вченими та суспільними діячами — тими, хто творчо осмислює і вирішує проблеми сучасності.
Учасники:
- 1998 — Соломія Павличко: «Українська модерність: проблема реінтерпретації»
- 1999 — Мацей Козловський: «Польсько-українські стосунки на початку ХХ століття»
- 1999 — Борис Тарасюк: «Україна в світі»
- 1999 — Зінаїда Тарахан-Береза: «Світи Шевченка»
- 2000 — Дерек Фрейзер: «Канадсько-українські відносини»
- 2000 — Ян Новак-Єзьоранський: «Польща вчора сьогодні і завтра»
- 2006 — Оля Гнатюк: «Польсько-український діалог: часопис „Kultura“ та його спадщина. До сторіччя Єжи Ґедройця»
- 2006 — Міхал Павел Марковський: «Суперечка про реальність в гуманістиці»
- 2007 — Кшиштоф Зануссі: «Мистецтво як дзеркало часу великих змін»
- 2007 — Хосе Луїс Рамірес: «Риторика як основа громадянства й освіти»
- 2007 — Леонід Ушкалов: «На риштованнях історії української літератури: Сковорода та інші»
- 2007 — Ришард Нич: «Антропологія літератури — культурна теорія літератури — поетика досвіду»
- 2007 — Анджей Менцвель: «Родинна Європа: вперше»
- 2007 — Мартін Полляк: «Галичина-Транзит»
- 2007 — Дмитро Горбачов: «Шароварно-гопашна культура як джерело світового авангарду»
- 2008 — Ігор Померанцев: «Магія голосу: про мову, смисл і звучання радіо»
- 2008 — Лешек Колянкевич: «Світ видовищ культури»
- 2009 — Юстейн Ґордер: «Моя філософська і літературна одіссея»
- 2009 — Григорій Гусейнов: «Український степ: слідами битви під Жовтими Водами»
- 2009 — Микола Ільницький: «Три формули осягнення Антонича»

### Відкритий електронний архів
У 2006-2011 роках Центр надав доступ до електронного архіву наукових матеріалів розміщених у Центрі. З 2006 по 2008 рік електронний архів розміщувався за адресою dspace.humanities.org.ua/dspace, а від 2008 року проект отримав назву "Антропос" (грец. Άνθρωπος) і змінив адресу на anthropos.org.ua. У 2013 році проект електронного архіву "Антропос" змінив адресу на anthropos.net.ua, а у 2016 році - на anthropos.lnu.edu.ua. У 2020 електронний архів "Антропос" було закрито й об'єднано з загальним електронним депозитарієм Бібліотеки ЛНУ dspace.lnulibrary.lviv.ua.
В електронному архіві "Антропос" розміщувалися видання Центру гуманітарних досліджень, а також матеріали окремих зацікавлених інституцій та дослідників, зокрема "Записки НТШ", часописи "Україна модерна" та "Львівська медієвістика" тощо. 

### Видання
Видавнича діяльність Центру розпочалася 1996 року з підготовки Антології світової літературно-критичної думки XX століття за редакцією Марії Зубрицької. Від того часу у співпраці з львівським видавництвом "Літопис" та київським видавництвом "Смолоскип" було споряджено і видано понад чотири десятки книжок.

### Виставка
"Дітвак із сонцем у кишені": до сторіччя Богдана Ігоря Антонича (18.12.2009 - 7.03.2010). За творами Антонича і з живописом Олега Рибчинського.  [Архівовано 20 вересня 2013 у Wayback Machine.]